# Chuyến thăm Nga của Tập Cận Bình 2023
Vào ngày 20–22 tháng 3 năm 2023, Tập Cận Bình, Tổng Bí thư Đảng Cộng sản Trung Quốc kiêm Chủ tịch nước Cộng hòa Nhân dân Trung Hoa đã có chuyến thăm Nga. Đây cũng là chuyến thăm đầu tiên của ông kể từ khi tái đắc cử chức Chủ tịch nước trong Đại hội Đại biểu Nhân dân toàn quốc khóa XIV. Ông cũng đã từng gặp Tổng thống Nga Vladimir Vladimirovich Putin trong tư cách chính thức lẫn không chính thức. Đồng thời, đây cũng là cuộc hợp gỡ quốc tế đầu tiên của ông Vladimir Putin kể từ khi Tòa án Hình sự Quốc tế phát lệnh bắt giữ ông.

## Bối cảnh
Chuyến thăm diễn ra chỉ vài ngày sau khi Trung Quốc chứng minh một chiến thắng ngoại giao quan trọng khi đưa Iran và Ả Rập Xê Út lại gần và khôi phục quan hệ ngoại giao giữa hai nước này. Sau khi có thông tin xác nhận Tập Cận Bình sẽ đến Nga trong vài giờ thì Tòa án Hình sự Quốc tế đã phát lệnh bắt giữ Vladimir Putin.
Trước chuyến thăm, Tập Cận Bình và Vladimir Putin đã chia sẻ nhiều bài đăng trên trang cá nhân của mình. Ông Tập cho biết Trung Quốc sẽ đề xuất liên quan việc chấm dứt Chiến tranh Nga-Ukraina phản ánh dư luận thế giới. Trong khi đó, Putin cho biết bản thân ông rất kỳ vọng vào chuyến thăm của "người bạn cũ". Uông Văn Bân, phát ngôn viên của Bộ Ngoại giao Trung Quốc đã mô tả chuyến thăm của ông Tập tới Nga là một "hành trình hữu nghị", "hành trình hợp tác" và "hành trình hòa bình". Cuộc gặp gỡ còn thảo luận các vấn đề quốc tế và khu vực mà hai nước này cùng quan tâm nhằm thúc đẩy điều phối và hợp tác chiến lược.

## Phản ứng
Cuộc gặp gỡ giữa Tập Cận Bình và Putin được xem là chiến thắng trong quan hệ công chúng cho Tổng thống Nga trong bối cảnh ông càng ngày càng bị cô lập. Còn đối với Trung Quốc là một biểu hiện minh chứng cho việc Bắc Kinh từ chối tuân theo sự thống trị của Hoa Kỳ. Putin và Tập cũng đã gọi nhau là "bạn thân" và sử dụng ngôn ngữ cơ thể rất thân thiện. Mặc dù Trung Quốc đã đề xuất về "kế hoạch hòa bình" nhưng lại chẳng có ai giành sự quan tâm cho nó. Ông Putin đã ca ngợi đề xuất và đổ lỗi cho Ukraine và phương Tây đã bác bỏ nó.
Cùng lúc này, Thủ tướng Nhật Bản Kishida Fumio đã đến thăm Tổng thống Ukraine Volodymyr Oleksandrovych Zelensky ở Kyiv và đến Bucha, nơi đã xảy ra một vụ thảm sát vào năm 2022. Ông Kishida đã tuyên bố bất kỳ hành động gây hấn nào của Nga đối với Ukraine không chỉ là vấn đề châu Âu mà còn là thách thức cho quy tắc và nguyên lý của toàn bộ cộng đồng quốc tế.